# Aj Fen
Aj Fen (čínsky 艾芬) je čínská lékařka a ředitelka urgentního oddělení v Ústřední wuchanské nemocnici. V prosinci 2019 byla první, kdo upozornil na možnou epidemii nemoci covid-19 v Čínské lidové republice.

## Mládí
V roce 1997 promovala Aj na Medicínské univerzitě Tchung-ťi (anglicky Tongji Medical College, čínsky 同济医学院) a poté nastoupila do Ústřední wuchanské nemocnice, kde se stala ředitelkou urgentního oddělení.

## Pandemie nemoci covid-19
Během svého působení v Ústřední wuchanské nemocnici se koncem prosince 2019 Aj setkala s několika případy nemoci způsobující dýchací obtíže neznámého původu. 30. prosince 2019 obdržela pozitivní laboratorní test, který u jednoho z pacientů s chřipkovými příznaky detekoval koronavirus podobný tomu, který způsobuje těžký akutní respirační syndrom (SARS). Poté, co tyto výsledky oznámila dalším odpovědným oddělením své nemocnice, poslala fotografii zprávy svému kolegovi z jiné nemocnice a zpráva se postupně začala mezi wuchanskými lékaři šířit dál. Tuto zprávu sdílel svým kolegům přes sociální síť WeChat také lékař Li Wen-liang.
Dva dny poté, 1. ledna 2020, byla napomenuta, aby nešířila fámy.
10. března 2020 vydal čínský magazín Renwu rozhovor s Aj Fen, ve kterém popisovala své první setkání s novou nákazou a důsledky rozhodnutí úřadů nezveřejnit informace o novém objevu. Článek byl během 3 hodin od zveřejnění odstraněn. Poté se začaly po sociálních sítích šířit přepisy rozhovoru do latinky (pchin-jin), morseovy abecedy, braillova písma nebo emodži za účelem rozšíření zprávy a zpomalení cenzury.